# 井出一太郎
井出一太郎（1912年1月4日—1996年6月2日），日本政治家，自由民主黨員。

## 生平
曾歷任農林大臣、郵政大臣、內閣官房長官等職。